# Anthophora xinjiangensis
Anthophora xinjiangensis är en biart som först beskrevs av Wu 1985.  Anthophora xinjiangensis ingår i släktet pälsbin, och familjen långtungebin. Inga underarter finns listade i Catalogue of Life.